# Otmice (stacja kolejowa)
Otmice – stacja kolejowa w miejscowości Otmice, w województwie opolskim, w powiecie strzeleckim, w gminie Izbicko, w Polsce. Do 2020 roku jego nazwa pochodziła od większej miejscowości Kamień Śląski leżącej w pobliżu, lecz już w powiecie krapkowickim, gminie Gogolin.

## Ruch pasażerski
| Rok  | Wymiana pasażerska na dobę |
| ---- | -------------------------- |
| 2017 | 20-49                      |
| 2022 | –                          |